# 2. ŽNL Vukovarsko-srijemska NS Županja 2006./07.

## Tablica
| Mj. | Klub                         | Sus.  | Pobj. | Ner. | Por. | GR.   | Bod. |
| --- | ---------------------------- | ----- | ----- | ---- | ---- | ----- | ---- |
| 1.  | NK Jadran Gunja              | 25    | 19    | 4    | 2    | 56:18 | 61   |
| 2.  | NK Vrbanja                   | 25    | 19    | 2    | 4    | 86:27 | 59   |
| 3.  | NK Slavonac Gradište         | 25    | 15    | 6    | 4    | 74:30 | 51   |
| 4.  | NK Sloga Štitar              | 25    | 15    | 5    | 5    | 56:33 | 50   |
| 5.  | NK Slavonija Soljani         | 25    | 15    | 3    | 7    | 72:40 | 48   |
| 6.  | NK Sloga Račinovci           | 25    | 11    | 2    | 12   | 46:57 | 35   |
| 7.  | NK RAŠK Rajevo Selo          | 25    | 9     | 5    | 11   | 45:45 | 32   |
| 8.  | NK Budućnost Šiškovci        | 25    | 8     | 4    | 13   | 50:65 | 28   |
| 9.  | NK Županja 77                | 25    | 7     | 6    | 12   | 34:57 | 27   |
| 10. | NK Borac Kalistović Drenovci | 25    | 7     | 4    | 14   | 42:50 | 25   |
| 11. | NK Srijemac Strošinci        | 25    | 5     | 7    | 13   | 36:62 | 22   |
| 12. | NK Šokadija Babina Greda     | 25    | 5     | 7    | 13   | 30:57 | 22   |
| 13. | NK Posavac Posavski Podgajci | 25    | 4     | 1    | 20   | 48:90 | 13   |
| 14. | NK Mladost Đurići            | 13 ↓1 | 1     | 2    | 10   | 10:54 | 5    |

## Rezultati
| NK Jadran Gunja - NK RAŠK Rajevo Selo 3:0 NK Posavac Posavski Podgajci - NK Županja 77 3:3 NK Sloga Račinovci - NK Mladost Đurići 5:0 NK Šokadija Babina Greda - NK Vrbanja 1:4 NK Sloga Štitar - NK Slavonija Soljani 3:3 NK Srijemac Strošinci - NK Slavonac Gradište 0:5 NK Budućnost Šiškovci - NK Borac Kalistović Drenovci 3:1    | NK Županja 77 - NK Slavonija Soljani 3:0 ↓2 NK Borac Kalistović Drenovci - NK Srijemac Strošinci 2:0 NK Mladost Đurići - NK Budućnost Šiškovci 1:1 NK Vrbanja - NK Jadran Gunja 2:0 NK Posavac Posavski Podgajci - NK Šokadija Babina Greda 6:1 NK Slavonac Gradište - NK Sloga Štitar 5:1 NK RAŠK Rajevo Selo - NK Sloga Račinovci 1:0 | NK Sloga Račinovci - NK Vrbanja 1:1 NK Jadran Gunja - NK Posavac Posavski Podgajci 2:1 NK Budućnost Šiškovci - NK RAŠK Rajevo Selo 2:2 NK Sloga Štitar - NK Borac Kalistović Drenovci 2:0 NK Slavonija Soljani - NK Slavonac Gradište 3:5 NK Šokadija Babina Greda - NK Županja 77 3:3 NK Srijemac Strošinci - NK Mladost Đurići 5:1    |
| NK Županja 77 - NK Slavonac Gradište 1:0 ↓3 NK Mladost Đurići - NK Sloga Štitar 1:4 NK Borac Kalistović Drenovci - NK Slavonija Soljani 3:4 NK RAŠK Rajevo Selo - NK Srijemac Strošinci 6:2 NK Posavac Posavski Podgajci - NK Sloga Račinovci 3:6 NK Šokadija Babina Greda - NK Jadran Gunja 0:0 NK Vrbanja - NK Budućnost Šiškovci 5:1 | NK Budućnost Šiškovci - NK Posavac Posavski Podgajci 3:0 NK Sloga Račinovci - NK Šokadija Babina Greda 3:0 NK Srijemac Strošinci - NK Vrbanja 0:5 NK Slavonija Soljani - NK Mladost Đurići 7:0 NK Slavonac Gradište - NK Borac Kalistović Drenovci 2:2 NK Jadran Gunja - NK Županja 77 4:0 NK Sloga Štitar - NK RAŠK Rajevo Selo 2:0    | NK RAŠK Rajevo Selo - NK Slavonija Soljani 1:0 NK Mladost Đurići - NK Slavonac Gradište 2:4 NK Vrbanja - NK Sloga Štitar 1:3 NK Šokadija Babina Greda - NK Budućnost Šiškovci 1:3 NK Jadran Gunja - NK Sloga Račinovci 2:1 NK Županja 77 - NK Borac Kalistović Drenovci 2:1 NK Posavac Posavski Podgajci - NK Srijemac Strošinci 4:1    |
| NK Srijemac Strošinci - NK Šokadija Babina Greda 2:0 NK Budućnost Šiškovci - NK Jadran Gunja 1:3 NK Sloga Štitar - NK Posavac Posavski Podgajci 4:3 NK Slavonac Gradište - NK RAŠK Rajevo Selo 5:1 NK Borac Kalistović Drenovci - NK Mladost Đurići 1:2 NK Sloga Račinovci - NK Županja 77 1:0 NK Slavonija Soljani - NK Vrbanja 3:1    | NK Županja 77 - NK Mladost Đurići 8:0 ↓4 NK Vrbanja - NK Slavonac Gradište 3:0 NK RAŠK Rajevo Selo - NK Borac Kalistović Drenovci 3:0 NK Posavac Posavski Podgajci - NK Slavonija Soljani 2:3 NK Jadran Gunja - NK Srijemac Strošinci 1:0 NK Sloga Račinovci - NK Budućnost Šiškovci 3:2 NK Šokadija Babina Greda - NK Sloga Štitar 0:1 | NK Sloga Štitar - NK Jadran Gunja 0:2 NK Srijemac Strošinci - NK Sloga Račinovci 4:1 NK Slavonija Soljani - NK Šokadija Babina Greda 4:2 NK Borac Kalistović Drenovci - NK Vrbanja 1:5 NK Mladost Đurići - NK RAŠK Rajevo Selo 0:3 NK Budućnost Šiškovci - NK Županja 77 3:1 NK Slavonac Gradište - NK Posavac Posavski Podgajci 8:0    |
| NK Županja 77 - NK RAŠK Rajevo Selo 0:0 ↓5 NK Posavac Posavski Podgajci - NK Borac Kalistović Drenovci 2:5 NK Vrbanja - NK Mladost Đurići 8:0 NK Šokadija Babina Greda - NK Slavonac Gradište 1:1 NK Sloga Račinovci - NK Sloga Štitar 2:1 NK Budućnost Šiškovci - NK Srijemac Strošinci 4:1 NK Jadran Gunja - NK Slavonija Soljani 2:1 | NK Slavonija Soljani - NK Sloga Račinovci 6:1 NK Sloga Štitar - NK Budućnost Šiškovci 4:3 NK Slavonac Gradište - NK Jadran Gunja 1:2 NK Mladost Đurići - NK Posavac Posavski Podgajci 0:4 NK RAŠK Rajevo Selo - NK Vrbanja 1:2 NK Srijemac Strošinci - NK Županja 77 1:1 NK Borac Kalistović Drenovci - NK Šokadija Babina Greda 5:0    | NK Županja 77 - NK Vrbanja 2:4 ↓6 NK Šokadija Babina Greda - NK Mladost Đurići 2:2 NK Posavac Posavski Podgajci - NK RAŠK Rajevo Selo 1:2 NK Jadran Gunja - NK Borac Kalistović Drenovci 3:1 NK Budućnost Šiškovci - NK Slavonija Soljani 1:3 NK Srijemac Strošinci - NK Sloga Štitar 0:0 NK Sloga Račinovci - NK Slavonac Gradište 2:3 |
| NK Slavonac Gradište - NK Budućnost Šiškovci 5:2 NK Slavonija Soljani - NK Srijemac Strošinci 6:2 NK Borac Kalistović Drenovci - NK Sloga Račinovci 2:3 NK RAŠK Rajevo Selo - NK Šokadija Babina Greda 5:0 NK Vrbanja - NK Posavac Posavski Podgajci 5:0 NK Sloga Štitar - NK Županja 77 5:0 NK Mladost Đurići - NK Jadran Gunja 1:2    | NK Županja 77 - NK Posavac Posavski Podgajci 2:1 ↓7 NK RAŠK Rajevo Selo - NK Jadran Gunja 0:5 NK Vrbanja - NK Šokadija Babina Greda 3:1 NK Slavonac Gradište - NK Srijemac Strošinci 3:0 NK Slavonija Soljani - NK Sloga Štitar 2:1 NK Borac Kalistović Drenovci - NK Budućnost Šiškovci 1:0 NK Sloga Račinovci slobodna                | NK Slavonija Soljani - NK Županja 77 3:0 ↓8 NK Srijemac Strošinci - NK Borac Kalistović Drenovci 2:2 NK Sloga Štitar - NK Slavonac Gradište 1:0 NK Jadran Gunja - NK Vrbanja 1:1 NK Šokadija Babina Greda - NK Posavac Posavski Podgajci 2:1 NK Sloga Račinovci - NK RAŠK Rajevo Selo 1:0 NK Budućnost Šiškovci slobodna                |
| NK Županja 77 - NK Šokadija Babina Greda 1:1 ↓9 NK RAŠK Rajevo Selo - NK Budućnost Šiškovci 4:1 NK Posavac Posavski Podgajci - NK Jadran Gunja 0:2 NK Borac Kalistović Drenovci - NK Sloga Štitar 2:2 NK Slavonac Gradište - NK Slavonija Soljani 0:0 NK Vrbanja - NK Sloga Račinovci 2:0 NK Srijemac Strošinci slobodan                | NK Slavonac Gradište - NK Županja 77 3:0 ↓10 NK Srijemac Strošinci - NK RAŠK Rajevo Selo 3:0 NK Slavonija Soljani - NK Borac Kalistović Drenovci 2:0 NK Budućnost Šiškovci - NK Vrbanja 1:4 NK Jadran Gunja - NK Šokadija Babina Greda 4:3 NK Sloga Račinovci - NK Posavac Posavski Podgajci 5:0 NK Sloga Štitar slobodna               | NK Županja 77 - NK Jadran Gunja 0:3 ↓11 NK Vrbanja - NK Srijemac Strošinci 3:0 NK Šokadija Babina Greda - NK Sloga Račinovci 3:0 NK Borac Kalistović Drenovci - NK Slavonac Gradište 1:4 NK Posavac Posavski Podgajci - NK Budućnost Šiškovci 9:3 NK RAŠK Rajevo Selo - NK Sloga Štitar 1:1 NK Slavonija Soljani slobodna               |
| NK Sloga Štitar - NK Vrbanja 3:1 NK Slavonija Soljani - NK RAŠK Rajevo Selo 0:0 NK Srijemac Strošinci - NK Posavac Posavski Podgajci 4:1 NK Sloga Račinovci - NK Jadran Gunja 0:2 NK Borac Kalistović Drenovci - NK Županja 77 3:0 NK Budućnost Šiškovci - NK Šokadija Babina Greda 3:1 NK Slavonac Gradište slobodan                   | NK Šokadija Babina Greda - NK Srijemac Strošinci 1:1 NK Jadran Gunja - NK Budućnost Šiškovci 5:1 NK Posavac Posavski Podgajci - NK Sloga Štitar 2:4 NK RAŠK Rajevo Selo - NK Slavonac Gradište 3:4 NK Županja 77 - NK Sloga Račinovci 1:0 NK Vrbanja - NK Slavonija Soljani 2:1 NK Sloga Štitar slobodna                                | NK Slavonija Soljani - NK Posavac Posavski Podgajci 6:1 NK Slavonac Gradište - NK Vrbanja 4:1 NK Sloga Štitar - NK Šokadija Babina Greda 1:0 NK Budućnost Šiškovci - NK Sloga Račinovci 4:1 NK Borac Kalistović Drenovci - NK RAŠK Rajevo Selo 2:1 NK Srijemac Strošinci - NK Jadran Gunja 0:4 NK Županja 77 slobodna                   |
| NK Jadran Gunja - NK Sloga Štitar 1:0 NK Sloga Račinovci - NK Srijemac Strošinci 2:2 NK Šokadija Babina Greda - NK Slavonija Soljani 2:1 NK Vrbanja - NK Borac Kalistović Drenovci 3:1 NK Županja 77 - NK Budućnost Šiškovci 1:4 NK Posavac Posavski Podgajci - NK Slavonac Gradište 0:1 NK RAŠK Rajevo Selo slobodan                   | NK Slavonac Gradište - NK Šokadija Babina Greda 1:1 NK Borac Kalistović Drenovci - NK Posavac Posavski Podgajci 5:0 NK Sloga Štitar - NK Sloga Račinovci 8:1 NK Srijemac Strošinci - NK Budućnost Šiškovci 2:2 NK RAŠK Rajevo Selo - NK Županja 77 0:0 NK Slavonija Soljani - NK Jadran Gunja 2:1 ↓12 NK Vrbanja slobodna               | NK Županja 77 - NK Srijemac Strošinci 3:1 ↓13 NK Sloga Račinovci - NK Slavonija Soljani 4:3 NK Budućnost Šiškovci - NK Sloga Štitar 0:1 NK Jadran Gunja - NK Slavonac Gradište 2:2 NK Vrbanja - NK RAŠK Rajevo Selo 6:1 NK Šokadija Babina Greda - NK Borac Kalistović Drenovci 2:1 NK Posavac Posavski Podgajci slobodan               |
| NK Borac Kalistović Drenovci - NK Jadran Gunja 0:0 NK RAŠK Rajevo Selo - NK Posavac Posavski Podgajci 9:3 NK Slavonac Gradište - NK Sloga Račinovci 7:0 NK Sloga Štitar - NK Srijemac Strošinci 1:1 NK Vrbanja - NK Županja 77 10:0 NK Slavonija Soljani - NK Budućnost Šiškovci 5:1 NK Borac Kalistović Drenovci slobodan              | NK Županja 77 - NK Sloga Štitar 2:3 ↓14 NK Budućnost Šiškovci - NK Slavonac Gradište 1:1 NK Srijemac Strošinci - NK Slavonija Soljani 2:4 NK Sloga Račinovci - NK Borac Kalistović Drenovci 3:0 NK Šokadija Babina Greda - NK RAŠK Rajevo Selo 2:1 NK Posavac Posavski Podgajci - NK Vrbanja 1:4 NK Jadran Gunja slobodan               | |